# Coupe Davis 1987
Pour un article plus général, voir Coupe Davis.
Navigation
Édition précédente Édition suivante
La Coupe Davis 1987 est la 76e édition de ce tournoi de tennis professionnel masculin par nations. Les rencontres se déroulent du 13 mars au 20 décembre dans différents lieux.
La Suède (finaliste sortante) remporte son 4e saladier d'argent grâce à sa victoire en finale face à l'Inde par cinq victoires à zéro.

## Contexte
Le "Groupe Mondial" de l'édition 1987 de la Coupe Davis met aux prises 16 équipes sélectionnées en fonction de leurs résultats durant l'édition précédente :
- les nations ayant atteint les quarts de finale (1re & 2e ligne),
- les nations ayant remporté leur match de barrage (3e ligne),
- les nations promues dans leur zone continentale (4e ligne).

| Groupe Mondial            |                       |                  |                      |
| Australie (V)             | Suède (F)             | États-Unis (DF)  | Tchécoslovaquie (DF) |
| Mexique (QF)              | Grande-Bretagne (QF)  | Yougoslavie (QF) | Italie (QF)          |
| Allemagne de l'Ouest (HF) | Espagne (HF)          | Inde (HF)        | Paraguay (HF)        |
| Argentine (Z. Am.)        | Corée du Sud (Z. Es.) | France (Z. Eu.)  | Israël (Z. Eu.)      |

Le tournoi se déroule en parallèle dans les zones continentales, avec pour enjeu d'accéder au groupe mondial. Un total de 72 nations participent à la compétition :
- 16 dans le "Groupe Mondial",
- 11 dans la "Zone Amérique",
- 13 dans la "Zone Est" (incluant l'Asie et l'Océanie),
- 32 dans la "Zone Europe" (incluant l'Afrique).

## Déroulement du tournoi
La Coupe Davis 1987 est remportée par l'équipe de Suède.
La Suède a écrasé l’Inde en finale, 5 à 0 à Göteborg sur terre battue. Le joueur phare de la Suède s’appelait Mats Wilander alors au sommet de son art (il serait classé numéro 1 mondial quelques mois plus tard). Il gagna ses trois matches de la finale (dont le double). Les Suédois étaient les grands favoris de la finale car les Indiens étaient surtout des spécialistes du gazon, il n’y eut finalement aucune surprise. Mats Wilander et Anders Jarryd remportèrent les quatre simples sans perdre un set, les Indiens évitèrent la « fanny » totale en prenant un set lors du double face à la paire Wilander-Nyström. Les deux frères Amritraj, Anand et Vijay (34 et 35 ans) ne pouvaient guère faire mieux.
La Suède a utilisé sept joueurs durant cette campagne : Mats Wilander, Anders Jarryd, Joakim Nyström, Stefan Edberg, Jan Gunnarsson, Kent Carlsson et Mikael Pernfors. La Suède a disputé là sa cinquième finale de suite, au terme d’un parcours sans accroc particulier même s’il fut joué à l’extérieur (à l’exception de la finale). Chaque match fut joué sur terre battue, la surface préférée des Scandinaves, et chaque fois ils menaient deux victoires à une le soir du second jour. Ils n'eurent jamais à jouer de cinquième match décisif.
L’Inde avait atteint la finale en réalisant un exploit en demi-finale, une victoire en Australie sur le gazon de Sydney, 3 à 2 (victoire décisive de Ramesh Krishnan sur Wally Masur). La principale surprise fut l’élimination des États-Unis au premier tour par le Paraguay de Victor Pecci 3 à 2. Les États-Unis furent obligés de jouer un barrage de maintien contre l’Allemagne de l’Ouest, qu’ils perdirent, sortant pour la première fois du groupe Mondial.

## Résultats

### Groupe mondial
Les nations vaincues au 1er tour jouent leur maintien pour le groupe mondial lors du tour de barrage. Les autres sont directement qualifiées pour le groupe mondial 1988.

#### Tableau
|  | Huitièmes de finale 13 - 15 mars                | Huitièmes de finale 13 - 15 mars       |          |   | Quarts de finale 24 - 26 juillet   | Quarts de finale 24 - 26 juillet   |  |  | Demi-finales 2 - 4 octobre             | Demi-finales 2 - 4 octobre             |  |  | Finale 18 - 20 décembre             | Finale 18 - 20 décembre             |
|  | Huitièmes de finale 13 - 15 mars                | Huitièmes de finale 13 - 15 mars       |          |   | Quarts de finale 24 - 26 juillet   | Quarts de finale 24 - 26 juillet   |  |  | Demi-finales 2 - 4 octobre             | Demi-finales 2 - 4 octobre             |  |  | Finale 18 - 20 décembre             | Finale 18 - 20 décembre             |
|  |                                                 |                                        |          |   |                                    |                                    |  |  |                                        |                                        |  |  |                                     |                                     |
|  | Prato, Italie (terre battue ext.)               | Prato, Italie (terre battue ext.)      |          |   | Fréjus, France (terre battue ext.) | Fréjus, France (terre battue ext.) |  |  | Barcelone, Espagne (terre battue ext.) | Barcelone, Espagne (terre battue ext.) |  |  | Göteborg, Suède (terre battue int.) | Göteborg, Suède (terre battue int.) |
|  | Prato, Italie (terre battue ext.)               | Prato, Italie (terre battue ext.)      |          |   | Fréjus, France (terre battue ext.) | Fréjus, France (terre battue ext.) |  |  | Barcelone, Espagne (terre battue ext.) | Barcelone, Espagne (terre battue ext.) |  |  | Göteborg, Suède (terre battue int.) | Göteborg, Suède (terre battue int.) |
|  | Suède                                           | 3                                      |          |   | Fréjus, France (terre battue ext.) | Fréjus, France (terre battue ext.) |  |  | Barcelone, Espagne (terre battue ext.) | Barcelone, Espagne (terre battue ext.) |  |  | Göteborg, Suède (terre battue int.) | Göteborg, Suède (terre battue int.) |
|  | Suède                                           | 3                                      |          |   | Fréjus, France (terre battue ext.) | Fréjus, France (terre battue ext.) |  |  | Barcelone, Espagne (terre battue ext.) | Barcelone, Espagne (terre battue ext.) |  |  | Göteborg, Suède (terre battue int.) | Göteborg, Suède (terre battue int.) |
|  | Italie                                          | 2                                      |          |   | Fréjus, France (terre battue ext.) | Fréjus, France (terre battue ext.) |  |  | Barcelone, Espagne (terre battue ext.) | Barcelone, Espagne (terre battue ext.) |  |  | Göteborg, Suède (terre battue int.) | Göteborg, Suède (terre battue int.) |
|  | Italie                                          | 2                                      | Suède    | 4 |                                    |                                    |  |  | Barcelone, Espagne (terre battue ext.) | Barcelone, Espagne (terre battue ext.) |  |  | Göteborg, Suède (terre battue int.) | Göteborg, Suède (terre battue int.) |
|  | Marcq-en-Barœul, France (moquette int.)         |                                        | Suède    | 4 |                                    |                                    |  |  | Barcelone, Espagne (terre battue ext.) | Barcelone, Espagne (terre battue ext.) |  |  | Göteborg, Suède (terre battue int.) | Göteborg, Suède (terre battue int.) |
|  |                                                 | France                                 | 1        |   |                                    |                                    |  |  | Barcelone, Espagne (terre battue ext.) | Barcelone, Espagne (terre battue ext.) |  |  | Göteborg, Suède (terre battue int.) | Göteborg, Suède (terre battue int.) |
|  | France                                          | France                                 | 1        | 5 |                                    |                                    |  |  | Barcelone, Espagne (terre battue ext.) | Barcelone, Espagne (terre battue ext.) |  |  | Göteborg, Suède (terre battue int.) | Göteborg, Suède (terre battue int.) |
|  | France                                          | Caracas, Venezuela (terre battue ext.) |          | 5 |                                    |                                    |  |  | Barcelone, Espagne (terre battue ext.) | Barcelone, Espagne (terre battue ext.) |  |  | Göteborg, Suède (terre battue int.) | Göteborg, Suède (terre battue int.) |
|  | Corée du Sud                                    | 0                                      |          |   |                                    |                                    |  |  | Barcelone, Espagne (terre battue ext.) | Barcelone, Espagne (terre battue ext.) |  |  | Göteborg, Suède (terre battue int.) | Göteborg, Suède (terre battue int.) |
|  | Corée du Sud                                    | 0                                      | Suède    | 3 |                                    |                                    |  |  |                                        |                                        |  |  | Göteborg, Suède (terre battue int.) | Göteborg, Suède (terre battue int.) |
|  | Asuncion, Paraguay (terre battue ext.)          |                                        | Suède    | 3 |                                    |                                    |  |  |                                        |                                        |  |  | Göteborg, Suède (terre battue int.) | Göteborg, Suède (terre battue int.) |
|  |                                                 | Espagne                                | 2        |   |                                    |                                    |  |  |                                        |                                        |  |  | Göteborg, Suède (terre battue int.) | Göteborg, Suède (terre battue int.) |
|  | États-Unis                                      | Espagne                                | 2        | 2 |                                    |                                    |  |  |                                        |                                        |  |  | Göteborg, Suède (terre battue int.) | Göteborg, Suède (terre battue int.) |
|  | États-Unis                                      | Sydney, Australie (gazon ext.)         |          | 2 |                                    |                                    |  |  |                                        |                                        |  |  | Göteborg, Suède (terre battue int.) | Göteborg, Suède (terre battue int.) |
|  | Paraguay                                        | 3                                      |          |   |                                    |                                    |  |  |                                        |                                        |  |  | Göteborg, Suède (terre battue int.) | Göteborg, Suède (terre battue int.) |
|  | Paraguay                                        | 3                                      | Paraguay | 2 |                                    |                                    |  |  |                                        |                                        |  |  | Göteborg, Suède (terre battue int.) | Göteborg, Suède (terre battue int.) |
|  | Barcelone, Espagne (terre battue ext.)          |                                        | Paraguay | 2 |                                    |                                    |  |  |                                        |                                        |  |  | Göteborg, Suède (terre battue int.) | Göteborg, Suède (terre battue int.) |
|  |                                                 | Espagne                                | 3        |   |                                    |                                    |  |  |                                        |                                        |  |  | Göteborg, Suède (terre battue int.) | Göteborg, Suède (terre battue int.) |
|  | Allemagne de l'Ouest                            | Espagne                                | 3        | 2 |                                    |                                    |  |  |                                        |                                        |  |  | Göteborg, Suède (terre battue int.) | Göteborg, Suède (terre battue int.) |
|  | Allemagne de l'Ouest                            | New Delhi, Inde (gazon ext.)           |          | 2 |                                    |                                    |  |  |                                        |                                        |  |  | Göteborg, Suède (terre battue int.) | Göteborg, Suède (terre battue int.) |
|  | Espagne                                         | 3                                      |          |   |                                    |                                    |  |  |                                        |                                        |  |  | Göteborg, Suède (terre battue int.) | Göteborg, Suède (terre battue int.) |
|  | Espagne                                         | 3                                      | Suède    | 5 |                                    |                                    |  |  |                                        |                                        |  |  |                                     |                                     |
|  | New Delhi, Inde (gazon ext.)                    |                                        | Suède    | 5 |                                    |                                    |  |  |                                        |                                        |  |  |                                     |                                     |
|  |                                                 | Inde                                   | 0        |   |                                    |                                    |  |  |                                        |                                        |  |  |                                     |                                     |
|  | Argentine                                       | Inde                                   | 0        | 2 |                                    |                                    |  |  |                                        |                                        |  |  |                                     |                                     |
|  | Argentine                                       |                                        |          | 2 |                                    |                                    |  |  |                                        |                                        |  |  |                                     |                                     |
|  | Inde                                            | 3                                      |          |   |                                    |                                    |  |  |                                        |                                        |  |  |                                     |                                     |
|  | Inde                                            | 3                                      | Inde     | 4 |                                    |                                    |  |  |                                        |                                        |  |  |                                     |                                     |
|  | Hradec Králové, Tchécoslovaquie (moquette int.) |                                        | Inde     | 4 |                                    |                                    |  |  |                                        |                                        |  |  |                                     |                                     |
|  |                                                 | Israël                                 | 0        |   |                                    |                                    |  |  |                                        |                                        |  |  |                                     |                                     |
|  | Israël                                          | Israël                                 | 0        | 3 |                                    |                                    |  |  |                                        |                                        |  |  |                                     |                                     |
|  | Israël                                          | Brisbane, Australie (gazon ext.)       |          | 3 |                                    |                                    |  |  |                                        |                                        |  |  |                                     |                                     |
|  | Tchécoslovaquie                                 | 2                                      |          |   |                                    |                                    |  |  |                                        |                                        |  |  |                                     |                                     |
|  | Tchécoslovaquie                                 | 2                                      | Inde     | 3 |                                    |                                    |  |  |                                        |                                        |  |  |                                     |                                     |
|  | Mexico, Mexique (terre battue ext.)             |                                        | Inde     | 3 |                                    |                                    |  |  |                                        |                                        |  |  |                                     |                                     |
|  |                                                 | Australie                              | 2        |   |                                    |                                    |  |  |                                        |                                        |  |  |                                     |                                     |
|  | Grande-Bretagne                                 | Australie                              | 2        | 0 |                                    |                                    |  |  |                                        |                                        |  |  |                                     |                                     |
|  | Grande-Bretagne                                 |                                        |          | 0 |                                    |                                    |  |  |                                        |                                        |  |  |                                     |                                     |
|  | Mexique                                         | 5                                      |          |   |                                    |                                    |  |  |                                        |                                        |  |  |                                     |                                     |
|  | Mexique                                         | 5                                      | Mexique  | 1 |                                    |                                    |  |  |                                        |                                        |  |  |                                     |                                     |
|  | Adélaïde, Australie (gazon ext.)                |                                        | Mexique  | 1 |                                    |                                    |  |  |                                        |                                        |  |  |                                     |                                     |
|  |                                                 | Australie                              | 4        |   |                                    |                                    |  |  |                                        |                                        |  |  |                                     |                                     |
|  | Yougoslavie                                     | Australie                              | 4        | 1 |                                    |                                    |  |  |                                        |                                        |  |  |                                     |                                     |
|  | Yougoslavie                                     |                                        |          | 1 |                                    |                                    |  |  |                                        |                                        |  |  |                                     |                                     |
|  | Australie                                       | 4                                      |          |   |                                    |                                    |  |  |                                        |                                        |  |  |                                     |                                     |
|  | Australie                                       | 4                                      |          |   |                                    |                                    |  |  |                                        |                                        |  |  |                                     |                                     |

#### Matchs détaillés

##### Huitièmes de finale
| | Italie | 2                             | - | 3 | Suède |   |  |
| --- | ------ | ----------------------------- | - | - | ----- | - |  |
| Prato Tennis Club, Prato, Italie |        |                               |   |   |       |   |  |
| du 13 au 15 mars 1987 sur terre battue (ext.) |        |                               |   |   |       |   |  |
| \| 1 \| \| Paolo Canè \| 1 \| 6 \| 6 \| 6 \| \| \| 1 \| \| Mikael Pernfors \| 6 \| 2 \| 3 \| 4 \| \| \| 2 \| \| Simone Colombo \| 2 \| 3 \| 0 \| \| \| \| 2 \| \| Mats Wilander \| 6 \| 6 \| 6 \| \| \| \| 3 \| \| Paolo Canè - Simone Colombo \| 1 \| 2 \| 2 \| \| \| \| 3 \| \| Anders Järryd - Mats Wilander \| 6 \| 6 \| 6 \| \| \| \| \| \| \| \| \| \| \| \| \| 4 \| \| Simone Colombo \| 3 \| 4 \| 6 \| 5 \| \| \| 4 \| \| Anders Järryd \| 6 \| 6 \| 4 \| 7 \| \| \| \| \| \| \| \| \| \| \| \| 5 \| \| Paolo Canè \| 6 \| 2 \| 7 \| \| \| \| 5 \| \| Mats Wilander \| 3 \| 6 \| 5 \| \| \| \| \| \| \| \| \| \| \| \| |        |                               |   |   |       |   |  |
| 1 |        | Paolo Canè                    | 1 | 6 | 6     | 6 |  |
| 1 |        | Mikael Pernfors               | 6 | 2 | 3     | 4 |  |
| 2 |        | Simone Colombo                | 2 | 3 | 0     |   |  |
| 2 |        | Mats Wilander                 | 6 | 6 | 6     |   |  |
| 3 |        | Paolo Canè - Simone Colombo   | 1 | 2 | 2     |   |  |
| 3 |        | Anders Järryd - Mats Wilander | 6 | 6 | 6     |   |  |
| |        |                               |   |   |       |   |  |
| 4 |        | Simone Colombo                | 3 | 4 | 6     | 5 |  |
| 4 |        | Anders Järryd                 | 6 | 6 | 4     | 7 |  |
| |        |                               |   |   |       |   |  |
| 5 |        | Paolo Canè                    | 6 | 2 | 7     |   |  |
| 5 |        | Mats Wilander                 | 3 | 6 | 5     |   |  |
| |        |                               |   |   |       |   |  |

| 1 |  | Paolo Canè                    | 1 | 6 | 6 | 6 |  |
| 1 |  | Mikael Pernfors               | 6 | 2 | 3 | 4 |  |
| 2 |  | Simone Colombo                | 2 | 3 | 0 |   |  |
| 2 |  | Mats Wilander                 | 6 | 6 | 6 |   |  |
| 3 |  | Paolo Canè - Simone Colombo   | 1 | 2 | 2 |   |  |
| 3 |  | Anders Järryd - Mats Wilander | 6 | 6 | 6 |   |  |
|   |  |                               |   |   |   |   |  |
| 4 |  | Simone Colombo                | 3 | 4 | 6 | 5 |  |
| 4 |  | Anders Järryd                 | 6 | 6 | 4 | 7 |  |
|   |  |                               |   |   |   |   |  |
| 5 |  | Paolo Canè                    | 6 | 2 | 7 |   |  |
| 5 |  | Mats Wilander                 | 3 | 6 | 5 |   |  |
|   |  |                               |   |   |   |   |  |

| | France | 5                             | - | 0 | Corée du Sud |   |    |
| --- | ------ | ----------------------------- | - | - | ------------ | - | -- |
| Sports Hall, Marcq-en-Barœul, France |        |                               |   |   |              |   |    |
| du 13 au 15 mars 1987 sur moquette (int.) |        |                               |   |   |              |   |    |
| \| 1 \| \| Thierry Tulasne \| 6 \| 6 \| 6 \| \| \| \| 1 \| \| Kim Bong-soo \| 4 \| 2 \| 3 \| \| \| \| 2 \| \| Guy Forget \| 6 \| 5 \| 6 \| 6 \| \| \| 2 \| \| Yoo Jin-sun \| 3 \| 7 \| 3 \| 3 \| \| \| 3 \| \| Tarik Benhabiles - Guy Forget \| 4 \| 4 \| 6 \| 6 \| 10 \| \| 3 \| \| Song Dong-wook - Yoo Jin-sun \| 6 \| 6 \| 2 \| 3 \| 8 \| \| \| \| \| \| \| \| \| \| \| 4 \| \| Thierry Tulasne \| 6 \| 4 \| 6 \| \| \| \| 4 \| \| Yoo Jin-sun \| 3 \| 6 \| 3 \| \| \| \| \| \| \| \| \| \| \| \| \| 5 \| \| Guy Forget \| 6 \| 7 \| \| \| \| \| 5 \| \| Kim Bong-soo \| 4 \| 5 \| \| \| \| \| \| \| \| \| \| \| \| \| |        |                               |   |   |              |   |    |
| 1 |        | Thierry Tulasne               | 6 | 6 | 6            |   |    |
| 1 |        | Kim Bong-soo                  | 4 | 2 | 3            |   |    |
| 2 |        | Guy Forget                    | 6 | 5 | 6            | 6 |    |
| 2 |        | Yoo Jin-sun                   | 3 | 7 | 3            | 3 |    |
| 3 |        | Tarik Benhabiles - Guy Forget | 4 | 4 | 6            | 6 | 10 |
| 3 |        | Song Dong-wook - Yoo Jin-sun  | 6 | 6 | 2            | 3 | 8  |
| |        |                               |   |   |              |   |    |
| 4 |        | Thierry Tulasne               | 6 | 4 | 6            |   |    |
| 4 |        | Yoo Jin-sun                   | 3 | 6 | 3            |   |    |
| |        |                               |   |   |              |   |    |
| 5 |        | Guy Forget                    | 6 | 7 |              |   |    |
| 5 |        | Kim Bong-soo                  | 4 | 5 |              |   |    |
| |        |                               |   |   |              |   |    |

| 1 |  | Thierry Tulasne               | 6 | 6 | 6 |   |    |
| 1 |  | Kim Bong-soo                  | 4 | 2 | 3 |   |    |
| 2 |  | Guy Forget                    | 6 | 5 | 6 | 6 |    |
| 2 |  | Yoo Jin-sun                   | 3 | 7 | 3 | 3 |    |
| 3 |  | Tarik Benhabiles - Guy Forget | 4 | 4 | 6 | 6 | 10 |
| 3 |  | Song Dong-wook - Yoo Jin-sun  | 6 | 6 | 2 | 3 | 8  |
|   |  |                               |   |   |   |   |    |
| 4 |  | Thierry Tulasne               | 6 | 4 | 6 |   |    |
| 4 |  | Yoo Jin-sun                   | 3 | 6 | 3 |   |    |
|   |  |                               |   |   |   |   |    |
| 5 |  | Guy Forget                    | 6 | 7 |   |   |    |
| 5 |  | Kim Bong-soo                  | 4 | 5 |   |   |    |
|   |  |                               |   |   |   |   |    |

| | Paraguay | 3                                 | - | 2  | États-Unis |   |   |
| --- | -------- | --------------------------------- | - | -- | ---------- | - | - |
| Yacht & Golf Club, Asuncion, Paraguay |          |                                   |   |    |            |   |   |
| du 13 au 15 mars 1987 sur terre battue (ext.) |          |                                   |   |    |            |   |   |
| \| 1 \| \| Hugo Chapacú \| 7 \| 3 \| 1 \| 6 \| 4 \| \| 1 \| \| Aaron Krickstein \| 5 \| 6 \| 6 \| 4 \| 6 \| \| 2 \| \| Víctor Pecci \| 6 \| 4 \| 6 \| 7 \| \| \| 2 \| \| Jimmy Arias \| 3 \| 6 \| 4 \| 5 \| \| \| 3 \| \| Francisco González - Víctor Pecci \| 7 \| 11 \| 2 \| 5 \| 4 \| \| 3 \| \| Ken Flach - Robert Seguso \| 5 \| 9 \| 6 \| 7 \| 6 \| \| \| \| \| \| \| \| \| \| \| 4 \| \| Hugo Chapacú \| 6 \| 6 \| 5 \| 3 \| 9 \| \| 4 \| \| Jimmy Arias \| 4 \| 1 \| 7 \| 6 \| 7 \| \| \| \| \| \| \| \| \| \| \| 5 \| \| Víctor Pecci \| 6 \| 8 \| 9 \| \| \| \| 5 \| \| Aaron Krickstein \| 2 \| 6 \| 7 \| \| \| \| \| \| \| \| \| \| \| \| |          |                                   |   |    |            |   |   |
| 1 |          | Hugo Chapacú                      | 7 | 3  | 1          | 6 | 4 |
| 1 |          | Aaron Krickstein                  | 5 | 6  | 6          | 4 | 6 |
| 2 |          | Víctor Pecci                      | 6 | 4  | 6          | 7 |   |
| 2 |          | Jimmy Arias                       | 3 | 6  | 4          | 5 |   |
| 3 |          | Francisco González - Víctor Pecci | 7 | 11 | 2          | 5 | 4 |
| 3 |          | Ken Flach - Robert Seguso         | 5 | 9  | 6          | 7 | 6 |
| |          |                                   |   |    |            |   |   |
| 4 |          | Hugo Chapacú                      | 6 | 6  | 5          | 3 | 9 |
| 4 |          | Jimmy Arias                       | 4 | 1  | 7          | 6 | 7 |
| |          |                                   |   |    |            |   |   |
| 5 |          | Víctor Pecci                      | 6 | 8  | 9          |   |   |
| 5 |          | Aaron Krickstein                  | 2 | 6  | 7          |   |   |
| |          |                                   |   |    |            |   |   |

| 1 |  | Hugo Chapacú                      | 7 | 3  | 1 | 6 | 4 |
| 1 |  | Aaron Krickstein                  | 5 | 6  | 6 | 4 | 6 |
| 2 |  | Víctor Pecci                      | 6 | 4  | 6 | 7 |   |
| 2 |  | Jimmy Arias                       | 3 | 6  | 4 | 5 |   |
| 3 |  | Francisco González - Víctor Pecci | 7 | 11 | 2 | 5 | 4 |
| 3 |  | Ken Flach - Robert Seguso         | 5 | 9  | 6 | 7 | 6 |
|   |  |                                   |   |    |   |   |   |
| 4 |  | Hugo Chapacú                      | 6 | 6  | 5 | 3 | 9 |
| 4 |  | Jimmy Arias                       | 4 | 1  | 7 | 6 | 7 |
|   |  |                                   |   |    |   |   |   |
| 5 |  | Víctor Pecci                      | 6 | 8  | 9 |   |   |
| 5 |  | Aaron Krickstein                  | 2 | 6  | 7 |   |   |
|   |  |                                   |   |    |   |   |   |

| | Espagne | 3                             | - | 2 | Allemagne de l'Ouest |   |   |
| --- | ------- | ----------------------------- | - | - | -------------------- | - | - |
| Real Club de Tenis Barcelona, Barcelone, Espagne |         |                               |   |   |                      |   |   |
| du 13 au 15 mars 1987 sur terre battue (ext.) |         |                               |   |   |                      |   |   |
| \| 1 \| \| Emilio Sánchez \| 4 \| 5 \| 7 \| 6 \| 3 \| \| 1 \| \| Boris Becker \| 6 \| 7 \| 5 \| 3 \| 6 \| \| 2 \| \| Sergio Casal \| 6 \| 6 \| 7 \| 6 \| 6 \| \| 2 \| \| Eric Jelen \| 4 \| 8 \| 9 \| 3 \| 4 \| \| 3 \| \| Sergio Casal - Emilio Sánchez \| 5 \| 6 \| 4 \| 3 \| \| \| 3 \| \| Boris Becker - Eric Jelen \| 7 \| 4 \| 6 \| 6 \| \| \| \| \| \| \| \| \| \| \| \| 4 \| \| Emilio Sánchez \| 8 \| 6 \| 6 \| \| \| \| 4 \| \| Eric Jelen \| 6 \| 3 \| 2 \| \| \| \| \| \| \| \| \| \| \| \| \| 5 \| \| Sergio Casal \| 6 \| 0 \| 6 \| 6 \| \| \| 5 \| \| Boris Becker \| 2 \| 6 \| 2 \| 3 \| \| \| \| \| \| \| \| \| \| \| |         |                               |   |   |                      |   |   |
| 1 |         | Emilio Sánchez                | 4 | 5 | 7                    | 6 | 3 |
| 1 |         | Boris Becker                  | 6 | 7 | 5                    | 3 | 6 |
| 2 |         | Sergio Casal                  | 6 | 6 | 7                    | 6 | 6 |
| 2 |         | Eric Jelen                    | 4 | 8 | 9                    | 3 | 4 |
| 3 |         | Sergio Casal - Emilio Sánchez | 5 | 6 | 4                    | 3 |   |
| 3 |         | Boris Becker - Eric Jelen     | 7 | 4 | 6                    | 6 |   |
| |         |                               |   |   |                      |   |   |
| 4 |         | Emilio Sánchez                | 8 | 6 | 6                    |   |   |
| 4 |         | Eric Jelen                    | 6 | 3 | 2                    |   |   |
| |         |                               |   |   |                      |   |   |
| 5 |         | Sergio Casal                  | 6 | 0 | 6                    | 6 |   |
| 5 |         | Boris Becker                  | 2 | 6 | 2                    | 3 |   |
| |         |                               |   |   |                      |   |   |

| 1 |  | Emilio Sánchez                | 4 | 5 | 7 | 6 | 3 |
| 1 |  | Boris Becker                  | 6 | 7 | 5 | 3 | 6 |
| 2 |  | Sergio Casal                  | 6 | 6 | 7 | 6 | 6 |
| 2 |  | Eric Jelen                    | 4 | 8 | 9 | 3 | 4 |
| 3 |  | Sergio Casal - Emilio Sánchez | 5 | 6 | 4 | 3 |   |
| 3 |  | Boris Becker - Eric Jelen     | 7 | 4 | 6 | 6 |   |
|   |  |                               |   |   |   |   |   |
| 4 |  | Emilio Sánchez                | 8 | 6 | 6 |   |   |
| 4 |  | Eric Jelen                    | 6 | 3 | 2 |   |   |
|   |  |                               |   |   |   |   |   |
| 5 |  | Sergio Casal                  | 6 | 0 | 6 | 6 |   |
| 5 |  | Boris Becker                  | 2 | 6 | 2 | 3 |   |
|   |  |                               |   |   |   |   |   |

| | Inde | 3                                 | - | 2 | Argentine |   |   |
| --- | ---- | --------------------------------- | - | - | --------- | - | - |
| New Delhi, Inde |      |                                   |   |   |           |   |   |
| du 13 au 15 mars 1987 sur gazon (ext.) |      |                                   |   |   |           |   |   |
| \| 1 \| \| Vijay Amritraj \| 9 \| 6 \| 6 \| \| \| \| 1 \| \| Horacio de la Peña \| 7 \| 3 \| 3 \| \| \| \| 2 \| \| Ramesh Krishnan \| 6 \| 6 \| 3 \| 2 \| 3 \| \| 2 \| \| Martín Jaite \| 1 \| 3 \| 6 \| 6 \| 6 \| \| 3 \| \| Anand Amritraj - Vijay Amritraj \| 3 \| 4 \| 6 \| 6 \| \| \| 3 \| \| Javier Frana - Christian Miniussi \| 6 \| 6 \| 3 \| 8 \| \| \| \| \| \| \| \| \| \| \| \| 4 \| \| Vijay Amritraj \| 3 \| 3 \| 6 \| 8 \| 6 \| \| 4 \| \| Martín Jaite \| 6 \| 6 \| 4 \| 6 \| 2 \| \| \| \| \| \| \| \| \| \| \| 5 \| \| Ramesh Krishnan \| 6 \| 7 \| 6 \| \| \| \| 5 \| \| Horacio de la Peña \| 4 \| 5 \| 2 \| \| \| \| \| \| \| \| \| \| \| \| |      |                                   |   |   |           |   |   |
| 1 |      | Vijay Amritraj                    | 9 | 6 | 6         |   |   |
| 1 |      | Horacio de la Peña                | 7 | 3 | 3         |   |   |
| 2 |      | Ramesh Krishnan                   | 6 | 6 | 3         | 2 | 3 |
| 2 |      | Martín Jaite                      | 1 | 3 | 6         | 6 | 6 |
| 3 |      | Anand Amritraj - Vijay Amritraj   | 3 | 4 | 6         | 6 |   |
| 3 |      | Javier Frana - Christian Miniussi | 6 | 6 | 3         | 8 |   |
| |      |                                   |   |   |           |   |   |
| 4 |      | Vijay Amritraj                    | 3 | 3 | 6         | 8 | 6 |
| 4 |      | Martín Jaite                      | 6 | 6 | 4         | 6 | 2 |
| |      |                                   |   |   |           |   |   |
| 5 |      | Ramesh Krishnan                   | 6 | 7 | 6         |   |   |
| 5 |      | Horacio de la Peña                | 4 | 5 | 2         |   |   |
| |      |                                   |   |   |           |   |   |

| 1 |  | Vijay Amritraj                    | 9 | 6 | 6 |   |   |
| 1 |  | Horacio de la Peña                | 7 | 3 | 3 |   |   |
| 2 |  | Ramesh Krishnan                   | 6 | 6 | 3 | 2 | 3 |
| 2 |  | Martín Jaite                      | 1 | 3 | 6 | 6 | 6 |
| 3 |  | Anand Amritraj - Vijay Amritraj   | 3 | 4 | 6 | 6 |   |
| 3 |  | Javier Frana - Christian Miniussi | 6 | 6 | 3 | 8 |   |
|   |  |                                   |   |   |   |   |   |
| 4 |  | Vijay Amritraj                    | 3 | 3 | 6 | 8 | 6 |
| 4 |  | Martín Jaite                      | 6 | 6 | 4 | 6 | 2 |
|   |  |                                   |   |   |   |   |   |
| 5 |  | Ramesh Krishnan                   | 6 | 7 | 6 |   |   |
| 5 |  | Horacio de la Peña                | 4 | 5 | 2 |   |   |
|   |  |                                   |   |   |   |   |   |

| | Tchécoslovaquie | 2                                 | - | 3 | Israël |   |   |
| --- | --------------- | --------------------------------- | - | - | ------ | - | - |
| Hradec Králové, Tchécoslovaquie |                 |                                   |   |   |        |   |   |
| du 13 au 15 mars 1987 sur moquette (int.) |                 |                                   |   |   |        |   |   |
| \| 1 \| \| Miloslav Mečíř \| 4 \| 2 \| 6 \| 3 \| \| \| 1 \| \| Amos Mansdorf \| 6 \| 6 \| 3 \| 6 \| \| \| 2 \| \| Milan Šrejber \| 5 \| 4 \| 6 \| 6 \| 2 \| \| 2 \| \| Shlomo Glickstein \| 7 \| 6 \| 3 \| 4 \| 6 \| \| 3 \| \| Miloslav Mečíř - Tomáš Šmíd \| 6 \| 4 \| 8 \| 8 \| \| \| 3 \| \| Shlomo Glickstein - Amos Mansdorf \| 2 \| 6 \| 6 \| 6 \| \| \| \| \| \| \| \| \| \| \| \| 4 \| \| Miloslav Mečíř \| 6 \| 6 \| 6 \| \| \| \| 4 \| \| Shlomo Glickstein \| 3 \| 1 \| 2 \| \| \| \| \| \| \| \| \| \| \| \| \| 5 \| \| Karel Nováček \| 3 \| 6 \| 2 \| 0 \| \| \| 5 \| \| Amos Mansdorf \| 6 \| 4 \| 6 \| 6 \| \| \| \| \| \| \| \| \| \| \| |                 |                                   |   |   |        |   |   |
| 1 |                 | Miloslav Mečíř                    | 4 | 2 | 6      | 3 |   |
| 1 |                 | Amos Mansdorf                     | 6 | 6 | 3      | 6 |   |
| 2 |                 | Milan Šrejber                     | 5 | 4 | 6      | 6 | 2 |
| 2 |                 | Shlomo Glickstein                 | 7 | 6 | 3      | 4 | 6 |
| 3 |                 | Miloslav Mečíř - Tomáš Šmíd       | 6 | 4 | 8      | 8 |   |
| 3 |                 | Shlomo Glickstein - Amos Mansdorf | 2 | 6 | 6      | 6 |   |
| |                 |                                   |   |   |        |   |   |
| 4 |                 | Miloslav Mečíř                    | 6 | 6 | 6      |   |   |
| 4 |                 | Shlomo Glickstein                 | 3 | 1 | 2      |   |   |
| |                 |                                   |   |   |        |   |   |
| 5 |                 | Karel Nováček                     | 3 | 6 | 2      | 0 |   |
| 5 |                 | Amos Mansdorf                     | 6 | 4 | 6      | 6 |   |
| |                 |                                   |   |   |        |   |   |

| 1 |  | Miloslav Mečíř                    | 4 | 2 | 6 | 3 |   |
| 1 |  | Amos Mansdorf                     | 6 | 6 | 3 | 6 |   |
| 2 |  | Milan Šrejber                     | 5 | 4 | 6 | 6 | 2 |
| 2 |  | Shlomo Glickstein                 | 7 | 6 | 3 | 4 | 6 |
| 3 |  | Miloslav Mečíř - Tomáš Šmíd       | 6 | 4 | 8 | 8 |   |
| 3 |  | Shlomo Glickstein - Amos Mansdorf | 2 | 6 | 6 | 6 |   |
|   |  |                                   |   |   |   |   |   |
| 4 |  | Miloslav Mečíř                    | 6 | 6 | 6 |   |   |
| 4 |  | Shlomo Glickstein                 | 3 | 1 | 2 |   |   |
|   |  |                                   |   |   |   |   |   |
| 5 |  | Karel Nováček                     | 3 | 6 | 2 | 0 |   |
| 5 |  | Amos Mansdorf                     | 6 | 4 | 6 | 6 |   |
|   |  |                                   |   |   |   |   |   |

| | Mexique | 5                               | - | 0 | Grande-Bretagne |   |  |
| --- | ------- | ------------------------------- | - | - | --------------- | - |  |
| Federico Boehm Stadium, Mexico, Mexique |         |                                 |   |   |                 |   |  |
| du 13 au 15 mars 1987 sur terre battue (ext.) |         |                                 |   |   |                 |   |  |
| \| 1 \| \| Francisco Maciel \| 6 \| 6 \| 7 \| \| \| \| 1 \| \| Jeremy Bates \| 3 \| 2 \| 5 \| \| \| \| 2 \| \| Leonardo Lavalle \| 6 \| 3 \| 6 \| 6 \| \| \| 2 \| \| Andrew Castle \| 2 \| 6 \| 2 \| 4 \| \| \| 3 \| \| Leonardo Lavalle - Jorge Lozano \| 6 \| 6 \| 6 \| 6 \| \| \| 3 \| \| Jeremy Bates - Andrew Castle \| 3 \| 2 \| 8 \| 2 \| \| \| \| \| \| \| \| \| \| \| \| 4 \| \| Agustín Moreno \| 9 \| 6 \| \| \| \| \| 4 \| \| Andrew Castle \| 7 \| 1 \| \| \| \| \| \| \| \| \| \| \| \| \| \| 5 \| \| Jorge Lozano \| 6 \| 6 \| \| \| \| \| 5 \| \| Jeremy Bates \| 4 \| 3 \| \| \| \| \| \| \| \| \| \| \| \| \| |         |                                 |   |   |                 |   |  |
| 1 |         | Francisco Maciel                | 6 | 6 | 7               |   |  |
| 1 |         | Jeremy Bates                    | 3 | 2 | 5               |   |  |
| 2 |         | Leonardo Lavalle                | 6 | 3 | 6               | 6 |  |
| 2 |         | Andrew Castle                   | 2 | 6 | 2               | 4 |  |
| 3 |         | Leonardo Lavalle - Jorge Lozano | 6 | 6 | 6               | 6 |  |
| 3 |         | Jeremy Bates - Andrew Castle    | 3 | 2 | 8               | 2 |  |
| |         |                                 |   |   |                 |   |  |
| 4 |         | Agustín Moreno                  | 9 | 6 |                 |   |  |
| 4 |         | Andrew Castle                   | 7 | 1 |                 |   |  |
| |         |                                 |   |   |                 |   |  |
| 5 |         | Jorge Lozano                    | 6 | 6 |                 |   |  |
| 5 |         | Jeremy Bates                    | 4 | 3 |                 |   |  |
| |         |                                 |   |   |                 |   |  |

| 1 |  | Francisco Maciel                | 6 | 6 | 7 |   |  |
| 1 |  | Jeremy Bates                    | 3 | 2 | 5 |   |  |
| 2 |  | Leonardo Lavalle                | 6 | 3 | 6 | 6 |  |
| 2 |  | Andrew Castle                   | 2 | 6 | 2 | 4 |  |
| 3 |  | Leonardo Lavalle - Jorge Lozano | 6 | 6 | 6 | 6 |  |
| 3 |  | Jeremy Bates - Andrew Castle    | 3 | 2 | 8 | 2 |  |
|   |  |                                 |   |   |   |   |  |
| 4 |  | Agustín Moreno                  | 9 | 6 |   |   |  |
| 4 |  | Andrew Castle                   | 7 | 1 |   |   |  |
|   |  |                                 |   |   |   |   |  |
| 5 |  | Jorge Lozano                    | 6 | 6 |   |   |  |
| 5 |  | Jeremy Bates                    | 4 | 3 |   |   |  |
|   |  |                                 |   |   |   |   |  |

| | Australie | 4                                 | -  | 1 | Yougoslavie |    |  |
| --- | --------- | --------------------------------- | -- | - | ----------- | -- |  |
| Memorial Drive, Adélaïde, Australie |           |                                   |    |   |             |    |  |
| du 13 au 15 mars 1987 sur gazon (ext.) |           |                                   |    |   |             |    |  |
| \| 1 \| \| Pat Cash \| 9 \| 6 \| 7 \| \| \| \| 1 \| \| Bruno Orešar \| 7 \| 4 \| 5 \| \| \| \| 2 \| \| Wally Masur \| 8 \| 6 \| 7 \| 10 \| \| \| 2 \| \| Slobodan Živojinović \| 6 \| 8 \| 9 \| 12 \| \| \| 3 \| \| Pat Cash - Peter Doohan \| 9 \| 7 \| 6 \| 6 \| \| \| 3 \| \| Igor Flego - Slobodan Živojinović \| 11 \| 5 \| 3 \| 4 \| \| \| \| \| \| \| \| \| \| \| \| 4 \| \| Wally Masur \| 8 \| 6 \| 6 \| \| \| \| 4 \| \| Bruno Orešar \| 6 \| 2 \| 1 \| \| \| \| \| \| \| \| \| \| \| \| \| 5 \| \| Pat Cash \| 6 \| 7 \| 6 \| \| \| \| 5 \| \| Slobodan Živojinović \| 8 \| 5 \| 0 \| \| \| \| \| \| \| \| \| \| \| \| |           |                                   |    |   |             |    |  |
| 1 |           | Pat Cash                          | 9  | 6 | 7           |    |  |
| 1 |           | Bruno Orešar                      | 7  | 4 | 5           |    |  |
| 2 |           | Wally Masur                       | 8  | 6 | 7           | 10 |  |
| 2 |           | Slobodan Živojinović              | 6  | 8 | 9           | 12 |  |
| 3 |           | Pat Cash - Peter Doohan           | 9  | 7 | 6           | 6  |  |
| 3 |           | Igor Flego - Slobodan Živojinović | 11 | 5 | 3           | 4  |  |
| |           |                                   |    |   |             |    |  |
| 4 |           | Wally Masur                       | 8  | 6 | 6           |    |  |
| 4 |           | Bruno Orešar                      | 6  | 2 | 1           |    |  |
| |           |                                   |    |   |             |    |  |
| 5 |           | Pat Cash                          | 6  | 7 | 6           |    |  |
| 5 |           | Slobodan Živojinović              | 8  | 5 | 0           |    |  |
| |           |                                   |    |   |             |    |  |

| 1 |  | Pat Cash                          | 9  | 6 | 7 |    |  |
| 1 |  | Bruno Orešar                      | 7  | 4 | 5 |    |  |
| 2 |  | Wally Masur                       | 8  | 6 | 7 | 10 |  |
| 2 |  | Slobodan Živojinović              | 6  | 8 | 9 | 12 |  |
| 3 |  | Pat Cash - Peter Doohan           | 9  | 7 | 6 | 6  |  |
| 3 |  | Igor Flego - Slobodan Živojinović | 11 | 5 | 3 | 4  |  |
|   |  |                                   |    |   |   |    |  |
| 4 |  | Wally Masur                       | 8  | 6 | 6 |    |  |
| 4 |  | Bruno Orešar                      | 6  | 2 | 1 |    |  |
|   |  |                                   |    |   |   |    |  |
| 5 |  | Pat Cash                          | 6  | 7 | 6 |    |  |
| 5 |  | Slobodan Živojinović              | 8  | 5 | 0 |    |  |
|   |  |                                   |    |   |   |    |  |

##### Quarts de finale
| | France | 1                             | - | 4 | Suède |    |  |
| --- | ------ | ----------------------------- | - | - | ----- | -- |  |
| Arènes de Fréjus, Fréjus, France |        |                               |   |   |       |    |  |
| du 24 au 26 juillet 1987 sur terre battue (ext.) |        |                               |   |   |       |    |  |
| \| 1 \| \| Thierry Tulasne \| 1 \| 6 \| 1 \| 2 \| \| \| 1 \| \| Kent Carlsson \| 6 \| 3 \| 6 \| 6 \| \| \| 2 \| \| Henri Leconte \| 3 \| 4 \| 2 \| \| \| \| 2 \| \| Mats Wilander \| 6 \| 6 \| 6 \| \| \| \| 3 \| \| Guy Forget - Henri Leconte \| 6 \| 6 \| 3 \| 15 \| \| \| 3 \| \| Stefan Edberg - Anders Järryd \| 4 \| 2 \| 6 \| 13 \| \| \| \| \| \| \| \| \| \| \| \| 4 \| \| Henri Leconte \| 5 \| 2 \| 5 \| \| \| \| 4 \| \| Kent Carlsson \| 7 \| 6 \| 7 \| \| \| \| \| \| \| \| \| \| \| \| \| 5 \| \| Thierry Tulasne \| 4 \| 3 \| \| \| \| \| 5 \| \| Mats Wilander \| 6 \| 6 \| \| \| \| \| \| \| \| \| \| \| \| \| |        |                               |   |   |       |    |  |
| 1 |        | Thierry Tulasne               | 1 | 6 | 1     | 2  |  |
| 1 |        | Kent Carlsson                 | 6 | 3 | 6     | 6  |  |
| 2 |        | Henri Leconte                 | 3 | 4 | 2     |    |  |
| 2 |        | Mats Wilander                 | 6 | 6 | 6     |    |  |
| 3 |        | Guy Forget - Henri Leconte    | 6 | 6 | 3     | 15 |  |
| 3 |        | Stefan Edberg - Anders Järryd | 4 | 2 | 6     | 13 |  |
| |        |                               |   |   |       |    |  |
| 4 |        | Henri Leconte                 | 5 | 2 | 5     |    |  |
| 4 |        | Kent Carlsson                 | 7 | 6 | 7     |    |  |
| |        |                               |   |   |       |    |  |
| 5 |        | Thierry Tulasne               | 4 | 3 |       |    |  |
| 5 |        | Mats Wilander                 | 6 | 6 |       |    |  |
| |        |                               |   |   |       |    |  |

| 1 |  | Thierry Tulasne               | 1 | 6 | 1 | 2  |  |
| 1 |  | Kent Carlsson                 | 6 | 3 | 6 | 6  |  |
| 2 |  | Henri Leconte                 | 3 | 4 | 2 |    |  |
| 2 |  | Mats Wilander                 | 6 | 6 | 6 |    |  |
| 3 |  | Guy Forget - Henri Leconte    | 6 | 6 | 3 | 15 |  |
| 3 |  | Stefan Edberg - Anders Järryd | 4 | 2 | 6 | 13 |  |
|   |  |                               |   |   |   |    |  |
| 4 |  | Henri Leconte                 | 5 | 2 | 5 |    |  |
| 4 |  | Kent Carlsson                 | 7 | 6 | 7 |    |  |
|   |  |                               |   |   |   |    |  |
| 5 |  | Thierry Tulasne               | 4 | 3 |   |    |  |
| 5 |  | Mats Wilander                 | 6 | 6 |   |    |  |
|   |  |                               |   |   |   |    |  |

| | Paraguay | 2                                 | - | 3  | Espagne |    |  |
| --- | -------- | --------------------------------- | - | -- | ------- | -- |  |
| Caracas, Venezuela |          |                                   |   |    |         |    |  |
| du 24 au 26 juillet 1987 sur terre battue (ext.) |          |                                   |   |    |         |    |  |
| \| 1 \| \| Víctor Pecci \| 1 \| 4 \| 9 \| \| \| \| 1 \| \| Emilio Sánchez \| 6 \| 6 \| 11 \| \| \| \| 2 \| \| Hugo Chapacú \| 2 \| 7 \| 6 \| 6 \| \| \| 2 \| \| Sergio Casal \| 6 \| 5 \| 1 \| 3 \| \| \| 3 \| \| Francisco González - Víctor Pecci \| 2 \| 18 \| 3 \| 12 \| \| \| 3 \| \| Sergio Casal - Emilio Sánchez \| 6 \| 16 \| 6 \| 14 \| \| \| \| \| \| \| \| \| \| \| \| 4 \| \| Víctor Pecci \| 2 \| 6 \| 6 \| 6 \| \| \| 4 \| \| Sergio Casal \| 6 \| 3 \| 2 \| 2 \| \| \| \| \| \| \| \| \| \| \| \| 5 \| \| Hugo Chapacú \| 1 \| 3 \| 0 \| \| \| \| 5 \| \| Emilio Sánchez \| 6 \| 6 \| 6 \| \| \| \| \| \| \| \| \| \| \| \| |          |                                   |   |    |         |    |  |
| 1 |          | Víctor Pecci                      | 1 | 4  | 9       |    |  |
| 1 |          | Emilio Sánchez                    | 6 | 6  | 11      |    |  |
| 2 |          | Hugo Chapacú                      | 2 | 7  | 6       | 6  |  |
| 2 |          | Sergio Casal                      | 6 | 5  | 1       | 3  |  |
| 3 |          | Francisco González - Víctor Pecci | 2 | 18 | 3       | 12 |  |
| 3 |          | Sergio Casal - Emilio Sánchez     | 6 | 16 | 6       | 14 |  |
| |          |                                   |   |    |         |    |  |
| 4 |          | Víctor Pecci                      | 2 | 6  | 6       | 6  |  |
| 4 |          | Sergio Casal                      | 6 | 3  | 2       | 2  |  |
| |          |                                   |   |    |         |    |  |
| 5 |          | Hugo Chapacú                      | 1 | 3  | 0       |    |  |
| 5 |          | Emilio Sánchez                    | 6 | 6  | 6       |    |  |
| |          |                                   |   |    |         |    |  |

| 1 |  | Víctor Pecci                      | 1 | 4  | 9  |    |  |
| 1 |  | Emilio Sánchez                    | 6 | 6  | 11 |    |  |
| 2 |  | Hugo Chapacú                      | 2 | 7  | 6  | 6  |  |
| 2 |  | Sergio Casal                      | 6 | 5  | 1  | 3  |  |
| 3 |  | Francisco González - Víctor Pecci | 2 | 18 | 3  | 12 |  |
| 3 |  | Sergio Casal - Emilio Sánchez     | 6 | 16 | 6  | 14 |  |
|   |  |                                   |   |    |    |    |  |
| 4 |  | Víctor Pecci                      | 2 | 6  | 6  | 6  |  |
| 4 |  | Sergio Casal                      | 6 | 3  | 2  | 2  |  |
|   |  |                                   |   |    |    |    |  |
| 5 |  | Hugo Chapacú                      | 1 | 3  | 0  |    |  |
| 5 |  | Emilio Sánchez                    | 6 | 6  | 6  |    |  |
|   |  |                                   |   |    |    |    |  |

| | Inde | 4                               | -  | 0 | Israël |  |         |
| --- | ---- | ------------------------------- | -- | - | ------ |  | ------- |
| New Delhi, Inde |      |                                 |    |   |        |  |         |
| du 24 au 26 juillet 1987 sur gazon (ext.) |      |                                 |    |   |        |  |         |
| \| 1 \| \| Ramesh Krishnan \| 7 \| 6 \| 6 \| \| \| \| 1 \| \| Shlomo Glickstein \| 5 \| 1 \| 2 \| \| \| \| 2 \| \| Vijay Amritraj \| 6 \| 6 \| 7 \| \| \| \| 2 \| \| Amos Mansdorf \| 4 \| 4 \| 5 \| \| \| \| 3 \| \| A. Amritraj - V. Amritraj \| 6 \| 6 \| 7 \| \| \| \| 3 \| \| Gilad Bloom - Shlomo Glickstein \| 2 \| 2 \| 5 \| \| \| \| \| \| \| \| \| \| \| \| \| 4 \| \| Ramesh Krishnan \| 10 \| 6 \| \| \| \| \| 4 \| \| Amos Mansdorf \| 8 \| 0 \| \| \| \| \| \| \| \| \| \| \| \| \| \| 5 \| \| Srinivasan Vasudevan \| 10 \| \| \| \| non \| \| 5 \| \| Shlomo Glickstein \| 8 \| \| \| \| terminé \| \| \| \| \| \| \| \| \| \| |      |                                 |    |   |        |  |         |
| 1 |      | Ramesh Krishnan                 | 7  | 6 | 6      |  |         |
| 1 |      | Shlomo Glickstein               | 5  | 1 | 2      |  |         |
| 2 |      | Vijay Amritraj                  | 6  | 6 | 7      |  |         |
| 2 |      | Amos Mansdorf                   | 4  | 4 | 5      |  |         |
| 3 |      | A. Amritraj - V. Amritraj       | 6  | 6 | 7      |  |         |
| 3 |      | Gilad Bloom - Shlomo Glickstein | 2  | 2 | 5      |  |         |
| |      |                                 |    |   |        |  |         |
| 4 |      | Ramesh Krishnan                 | 10 | 6 |        |  |         |
| 4 |      | Amos Mansdorf                   | 8  | 0 |        |  |         |
| |      |                                 |    |   |        |  |         |
| 5 |      | Srinivasan Vasudevan            | 10 |   |        |  | non     |
| 5 |      | Shlomo Glickstein               | 8  |   |        |  | terminé |
| |      |                                 |    |   |        |  |         |

| 1 |  | Ramesh Krishnan                 | 7  | 6 | 6 |  |         |
| 1 |  | Shlomo Glickstein               | 5  | 1 | 2 |  |         |
| 2 |  | Vijay Amritraj                  | 6  | 6 | 7 |  |         |
| 2 |  | Amos Mansdorf                   | 4  | 4 | 5 |  |         |
| 3 |  | A. Amritraj - V. Amritraj       | 6  | 6 | 7 |  |         |
| 3 |  | Gilad Bloom - Shlomo Glickstein | 2  | 2 | 5 |  |         |
|   |  |                                 |    |   |   |  |         |
| 4 |  | Ramesh Krishnan                 | 10 | 6 |   |  |         |
| 4 |  | Amos Mansdorf                   | 8  | 0 |   |  |         |
|   |  |                                 |    |   |   |  |         |
| 5 |  | Srinivasan Vasudevan            | 10 |   |   |  | non     |
| 5 |  | Shlomo Glickstein               | 8  |   |   |  | terminé |
|   |  |                                 |    |   |   |  |         |

| | Australie | 4                               | - | 1 | Mexique |   |    |
| --- | --------- | ------------------------------- | - | - | ------- | - | -- |
| Milton Courts, Brisbane, Australie |           |                                 |   |   |         |   |    |
| du 24 au 26 juillet 1987 sur gazon (ext.) |           |                                 |   |   |         |   |    |
| \| 1 \| \| Wally Masur \| 6 \| 6 \| 6 \| \| \| \| 1 \| \| Jorge Lozano \| 3 \| 4 \| 4 \| \| \| \| 2 \| \| Pat Cash \| 6 \| 6 \| 6 \| \| \| \| 2 \| \| Leonardo Lavalle \| 2 \| 1 \| 0 \| \| \| \| 3 \| \| Peter Doohan - Wally Masur \| 3 \| 6 \| 4 \| 8 \| 13 \| \| 3 \| \| Leonardo Lavalle - Jorge Lozano \| 6 \| 4 \| 6 \| 6 \| 11 \| \| \| \| \| \| \| \| \| \| \| 4 \| \| Pat Cash \| 6 \| 6 \| \| \| \| \| 4 \| \| Jorge Lozano \| 3 \| 4 \| \| \| \| \| \| \| \| \| \| \| \| \| \| 5 \| \| Wally Masur \| 5 \| 4 \| \| \| \| \| 5 \| \| Leonardo Lavalle \| 7 \| 6 \| \| \| \| \| \| \| \| \| \| \| \| \| |           |                                 |   |   |         |   |    |
| 1 |           | Wally Masur                     | 6 | 6 | 6       |   |    |
| 1 |           | Jorge Lozano                    | 3 | 4 | 4       |   |    |
| 2 |           | Pat Cash                        | 6 | 6 | 6       |   |    |
| 2 |           | Leonardo Lavalle                | 2 | 1 | 0       |   |    |
| 3 |           | Peter Doohan - Wally Masur      | 3 | 6 | 4       | 8 | 13 |
| 3 |           | Leonardo Lavalle - Jorge Lozano | 6 | 4 | 6       | 6 | 11 |
| |           |                                 |   |   |         |   |    |
| 4 |           | Pat Cash                        | 6 | 6 |         |   |    |
| 4 |           | Jorge Lozano                    | 3 | 4 |         |   |    |
| |           |                                 |   |   |         |   |    |
| 5 |           | Wally Masur                     | 5 | 4 |         |   |    |
| 5 |           | Leonardo Lavalle                | 7 | 6 |         |   |    |
| |           |                                 |   |   |         |   |    |

| 1 |  | Wally Masur                     | 6 | 6 | 6 |   |    |
| 1 |  | Jorge Lozano                    | 3 | 4 | 4 |   |    |
| 2 |  | Pat Cash                        | 6 | 6 | 6 |   |    |
| 2 |  | Leonardo Lavalle                | 2 | 1 | 0 |   |    |
| 3 |  | Peter Doohan - Wally Masur      | 3 | 6 | 4 | 8 | 13 |
| 3 |  | Leonardo Lavalle - Jorge Lozano | 6 | 4 | 6 | 6 | 11 |
|   |  |                                 |   |   |   |   |    |
| 4 |  | Pat Cash                        | 6 | 6 |   |   |    |
| 4 |  | Jorge Lozano                    | 3 | 4 |   |   |    |
|   |  |                                 |   |   |   |   |    |
| 5 |  | Wally Masur                     | 5 | 4 |   |   |    |
| 5 |  | Leonardo Lavalle                | 7 | 6 |   |   |    |
|   |  |                                 |   |   |   |   |    |

##### Demi-finales
| | Espagne | 2                             | - | 3 | Suède |   |  |
| --- | ------- | ----------------------------- | - | - | ----- | - |  |
| Real Club de Tenis Barcelona, Barcelone, Espagne |         |                               |   |   |       |   |  |
| du 2 au 5 octobre 1987 sur terre battue (ext.) |         |                               |   |   |       |   |  |
| \| 1 \| \| Emilio Sánchez \| 6 \| 6 \| 0 \| 2 \| \| \| 1 \| \| Mats Wilander \| 8 \| 3 \| 6 \| 6 \| \| \| 2 \| \| Javier Sánchez \| 4 \| 2 \| 4 \| \| \| \| 2 \| \| Stefan Edberg \| 6 \| 6 \| 6 \| \| \| \| 3 \| \| Sergio Casal - Emilio Sánchez \| 6 \| 6 \| 2 \| 6 \| \| \| 3 \| \| Anders Järryd - Mats Wilander \| 0 \| 3 \| 6 \| 4 \| \| \| \| \| \| \| \| \| \| \| \| 4 \| \| Emilio Sánchez \| 4 \| 6 \| 4 \| \| \| \| 4 \| \| Stefan Edberg \| 6 \| 8 \| 6 \| \| \| \| \| \| \| \| \| \| \| \| \| 5 \| \| Javier Sánchez \| 6 \| 3 \| 6 \| \| \| \| 5 \| \| Jan Gunnarsson \| 3 \| 6 \| 3 \| \| \| \| \| \| \| \| \| \| \| \| |         |                               |   |   |       |   |  |
| 1 |         | Emilio Sánchez                | 6 | 6 | 0     | 2 |  |
| 1 |         | Mats Wilander                 | 8 | 3 | 6     | 6 |  |
| 2 |         | Javier Sánchez                | 4 | 2 | 4     |   |  |
| 2 |         | Stefan Edberg                 | 6 | 6 | 6     |   |  |
| 3 |         | Sergio Casal - Emilio Sánchez | 6 | 6 | 2     | 6 |  |
| 3 |         | Anders Järryd - Mats Wilander | 0 | 3 | 6     | 4 |  |
| |         |                               |   |   |       |   |  |
| 4 |         | Emilio Sánchez                | 4 | 6 | 4     |   |  |
| 4 |         | Stefan Edberg                 | 6 | 8 | 6     |   |  |
| |         |                               |   |   |       |   |  |
| 5 |         | Javier Sánchez                | 6 | 3 | 6     |   |  |
| 5 |         | Jan Gunnarsson                | 3 | 6 | 3     |   |  |
| |         |                               |   |   |       |   |  |

| 1 |  | Emilio Sánchez                | 6 | 6 | 0 | 2 |  |
| 1 |  | Mats Wilander                 | 8 | 3 | 6 | 6 |  |
| 2 |  | Javier Sánchez                | 4 | 2 | 4 |   |  |
| 2 |  | Stefan Edberg                 | 6 | 6 | 6 |   |  |
| 3 |  | Sergio Casal - Emilio Sánchez | 6 | 6 | 2 | 6 |  |
| 3 |  | Anders Järryd - Mats Wilander | 0 | 3 | 6 | 4 |  |
|   |  |                               |   |   |   |   |  |
| 4 |  | Emilio Sánchez                | 4 | 6 | 4 |   |  |
| 4 |  | Stefan Edberg                 | 6 | 8 | 6 |   |  |
|   |  |                               |   |   |   |   |  |
| 5 |  | Javier Sánchez                | 6 | 3 | 6 |   |  |
| 5 |  | Jan Gunnarsson                | 3 | 6 | 3 |   |  |
|   |  |                               |   |   |   |   |  |

| | Australie | 2                          | - | 3 | Inde |   |  |
| --- | --------- | -------------------------- | - | - | ---- | - |  |
| White City Stadium, Sydney, Australie |           |                            |   |   |      |   |  |
| du 2 au 4 octobre 1987 sur gazon (ext.) |           |                            |   |   |      |   |  |
| \| 1 \| \| John Fitzgerald \| 1 \| 2 \| 6 \| 6 \| \| \| 1 \| \| Ramesh Krishnan \| 6 \| 6 \| 3 \| 8 \| \| \| 2 \| \| Wally Masur \| 6 \| 3 \| 10 \| 4 \| \| \| 2 \| \| Vijay Amritraj \| 1 \| 6 \| 12 \| 6 \| \| \| 3 \| \| Pat Cash - Peter Doohan \| 6 \| 6 \| 6 \| \| \| \| 3 \| \| A. Amritraj - S. Vasudevan \| 3 \| 4 \| 4 \| \| \| \| \| \| \| \| \| \| \| \| \| 4 \| \| John Fitzgerald \| 7 \| 6 \| 6 \| \| \| \| 4 \| \| Vijay Amritraj \| 5 \| 3 \| 3 \| \| \| \| \| \| \| \| \| \| \| \| \| 5 \| \| Wally Masur \| 6 \| 4 \| 4 \| \| \| \| 5 \| \| Ramesh Krishnan \| 8 \| 6 \| 6 \| \| \| \| \| \| \| \| \| \| \| \| |           |                            |   |   |      |   |  |
| 1 |           | John Fitzgerald            | 1 | 2 | 6    | 6 |  |
| 1 |           | Ramesh Krishnan            | 6 | 6 | 3    | 8 |  |
| 2 |           | Wally Masur                | 6 | 3 | 10   | 4 |  |
| 2 |           | Vijay Amritraj             | 1 | 6 | 12   | 6 |  |
| 3 |           | Pat Cash - Peter Doohan    | 6 | 6 | 6    |   |  |
| 3 |           | A. Amritraj - S. Vasudevan | 3 | 4 | 4    |   |  |
| |           |                            |   |   |      |   |  |
| 4 |           | John Fitzgerald            | 7 | 6 | 6    |   |  |
| 4 |           | Vijay Amritraj             | 5 | 3 | 3    |   |  |
| |           |                            |   |   |      |   |  |
| 5 |           | Wally Masur                | 6 | 4 | 4    |   |  |
| 5 |           | Ramesh Krishnan            | 8 | 6 | 6    |   |  |
| |           |                            |   |   |      |   |  |

| 1 |  | John Fitzgerald            | 1 | 2 | 6  | 6 |  |
| 1 |  | Ramesh Krishnan            | 6 | 6 | 3  | 8 |  |
| 2 |  | Wally Masur                | 6 | 3 | 10 | 4 |  |
| 2 |  | Vijay Amritraj             | 1 | 6 | 12 | 6 |  |
| 3 |  | Pat Cash - Peter Doohan    | 6 | 6 | 6  |   |  |
| 3 |  | A. Amritraj - S. Vasudevan | 3 | 4 | 4  |   |  |
|   |  |                            |   |   |    |   |  |
| 4 |  | John Fitzgerald            | 7 | 6 | 6  |   |  |
| 4 |  | Vijay Amritraj             | 5 | 3 | 3  |   |  |
|   |  |                            |   |   |    |   |  |
| 5 |  | Wally Masur                | 6 | 4 | 4  |   |  |
| 5 |  | Ramesh Krishnan            | 8 | 6 | 6  |   |  |
|   |  |                            |   |   |    |   |  |

##### Finale
La finale de la Coupe Davis 1987 se joue entre la Suède et l'Inde.
| | Suède | 5                               | - | 0 | Inde |   |  |
| --- | ----- | ------------------------------- | - | - | ---- | - |  |
| Scandinavium, Göteborg, Suède |       |                                 |   |   |      |   |  |
| du 18 au 20 décembre 1987 sur terre battue (int.) |       |                                 |   |   |      |   |  |
| \| 1 \| \| Mats Wilander \| 6 \| 6 \| 6 \| \| \| \| 1 \| \| Ramesh Krishnan \| 4 \| 1 \| 3 \| \| \| \| 2 \| \| Anders Järryd \| 6 \| 6 \| 6 \| \| \| \| 2 \| \| Vijay Amritraj \| 3 \| 3 \| 1 \| \| \| \| 3 \| \| Joakim Nyström - Mats Wilander \| 6 \| 3 \| 6 \| 6 \| \| \| 3 \| \| Anand Amritraj - Vijay Amritraj \| 2 \| 6 \| 1 \| 2 \| \| \| \| \| \| \| \| \| \| \| \| 4 \| \| Anders Järryd \| 6 \| 6 \| \| \| \| \| 4 \| \| Ramesh Krishnan \| 4 \| 3 \| \| \| \| \| \| \| \| \| \| \| \| \| \| 5 \| \| Mats Wilander \| 6 \| 6 \| \| \| \| \| 5 \| \| Vijay Amritraj \| 2 \| 0 \| \| \| \| \| \| \| \| \| \| \| \| \| |       |                                 |   |   |      |   |  |
| 1 |       | Mats Wilander                   | 6 | 6 | 6    |   |  |
| 1 |       | Ramesh Krishnan                 | 4 | 1 | 3    |   |  |
| 2 |       | Anders Järryd                   | 6 | 6 | 6    |   |  |
| 2 |       | Vijay Amritraj                  | 3 | 3 | 1    |   |  |
| 3 |       | Joakim Nyström - Mats Wilander  | 6 | 3 | 6    | 6 |  |
| 3 |       | Anand Amritraj - Vijay Amritraj | 2 | 6 | 1    | 2 |  |
| |       |                                 |   |   |      |   |  |
| 4 |       | Anders Järryd                   | 6 | 6 |      |   |  |
| 4 |       | Ramesh Krishnan                 | 4 | 3 |      |   |  |
| |       |                                 |   |   |      |   |  |
| 5 |       | Mats Wilander                   | 6 | 6 |      |   |  |
| 5 |       | Vijay Amritraj                  | 2 | 0 |      |   |  |
| |       |                                 |   |   |      |   |  |

### Barrages

#### Résumé
Les barrages voient s'affronter les nations ayant perdu au 1er tour du "Groupe Mondial". Les nations victorieuses sont qualifiées pour le groupe mondial 1988. Les nations vaincues participent au "Groupe I" de leur zone géographique. Les barrages se déroulent en même temps que les quarts de finale : du 24 au 26 juillet.
| Lieu         | Surface             | Hôtes           | Score | Visiteurs            |
| ------------ | ------------------- | --------------- | ----- | -------------------- |
| Séoul        | dur (ext.)          | Corée du Sud    | 2 – 3 | Italie               |
| Hartford, CT | moquette (int.)     | États-Unis      | 2 – 3 | Allemagne de l'Ouest |
| Prague       | terre battue (ext.) | Tchécoslovaquie | 5 – 0 | Argentine            |
| Zagreb       | terre battue (ext.) | Yougoslavie     | 3 – 0 | Grande-Bretagne      |